# Фиалка Парр
Виолетта Парр (англ. Violet Parr), также известная как Фиалка Парр и Vi — вымышленный персонаж компьютерного анимационного фильма о супергероях студии Pixar «Суперсемейка». Старшая дочь Боба и Хелен Парр. Старшая сестра Шастика и Джек-Джекка Парр. Основной персонаж диснеевского/пиксаровского полнометражного мультфильма 2004 года «Суперсемейка» и его сиквела 2018 года. Озвучена Сарой Вауэлл.
Вайолет родилась со сверхчеловеческими способностями невидимости и манипулированию силовыми полями. В обычной жизни она застенчивый неуклюжий подросток, который не любит внимания и предпочитает избегать взглядов, которая стремится вписаться в число своих сверстников, но этой задаче, по её мнению, мешают её сверхспособности. На протяжении всего фильма Вайолет постепенно взрослеет и становится более уверенной в себе как молодая женщина и супергерой.
Создатель Вайолет, сценарист и режиссер Брэд Бёрд, решил наделить Фиалку способностью становиться невидимой, потому что чувствовал, что эта особая сверхспособность отражает некоторые проблемы, с которыми девочки-подростки сталкиваются во время взросления, а именно неуверенность и оборонительную позицию. Бёрд выбрал Вауэлл на роль Вайолет, услышав, как она рассказала реальную историю о своём отце в радиопрограмме This American Life, и Вайолет в конечном итоге стала первой ролью Вауэлл в озвучке. Вауэлл отождествляла себя с застенчивым и неуверенным персонажом, а также обнаружила сходство между отношениями Вайолет с Бобом и её отношениями с собственным отцом.
Была разработана новая компьютерная технология для анимации волос Вайолет, которые аниматоры назвали самым сложным компонентом «Суперсемейки», поскольку такое большое количество волос никогда раньше не показывалось в компьютерных анимационных фильмах. Волосы персонажа служат важным аспектом развития характера Вайолет, что демонстрирует неуклонный рост её уверенности в себе, поскольку она постепенно перестает прятать за волосами своё лицо.
Вайолет была встречена положительно: кинокритики высоко оценили развитие персонажа и узнаваемость, а также исполнение Вауэлл. Критики также часто сравнивают Вайолет с супергероиней комиксов Невидимой леди, чьи сверхспособности схожи. Сходство персонажа с тех пор использовалось в нескольких средствах массовой информации и товарах, связанных с фильмами, включая игрушки, книги и адаптации видеоигр.